# تومي ويست
تومي ويست (بالإنجليزية: Tommy West)‏ هو لاعب كرة قدم أمريكية أمريكي، ولد في 31 يوليو 1954 في كارولتون في الولايات المتحدة.